# 松木国俊
松木 国俊（まつき くにとし、1950年（昭和25年） - ）は、日本の実業家、「朝鮮問題研究家」。「朝鮮近現代史研究所」所長。「調布史の会」世話人、日本会議東京本部調布支部副支部長、新しい歴史教科書をつくる会で理事、多摩支部副支部長を務める。松木 國俊と表記される場合もある。

## 略歴
熊本県生まれ。1973年（昭和48年）、慶應義塾大学法学部政治学科卒業、豊田通商入社。1980年（昭和55年）- 1984年（昭和59年）ソウル事務所駐在の後、秘書室次長、機械部次長を経て2000年（平成12年）に退社・独立。翌2001年（平成13年）、「松木商事」を設立、代表取締役。

## 著作

### 単著
- 『「従軍慰安婦」強制連行はなかった　政府調査資料が明かす河野談話のウソ：この一冊でいわゆる「従軍慰安婦」問題の全てがわかるQ&A』明成社、2011年1月。
- 『ほんとうは、「日韓併合」が韓国を救った！』ワック、2011年9月。
  - 新書『ほんとうは、「日韓併合」が韓国を救った！』（新版）ワック〈WAC BUNKO〉、2013年10月。
  - 改訂版・新書『恩を仇で返す国・韓国：韓国を救った「日韓併合」』ワック〈WAC BUNKO〉、2019年10月。
- 『こうして捏造された韓国「千年の恨み」』ワック〈WAC BUNKO〉、2014年6月。
- 『韓国よ、「敵」を誤るな！』ワック、2016年6月。
- 『日本が忘れ韓国が隠したがる　本当は素晴らしかった韓国の歴史』ハート出版、2017年11月。
- 『軍艦島　韓国に傷つけられた世界遺産』ハート出版、2018年9月。

### 訳書
- 池萬元『反日国家の野望・光州事件』監訳、ハート出版、2023年3月。ISBN 978-4-8024-0145-6

### 懸賞論文
- 松木國俊「日韓併合時代の実像」『誇れる国、日本 ＝ Japan pride : 謀略に！翻弄された近現代. 8.』アパ日本再興財団、2015年12月。[3]

### 記事
- 松木國俊「日本は「七奪」などしていない――ハングルは日本が広めた」『歴史と教育』第140巻、自由主義史観研究会、2010年2月、12-17頁。
- 松木國俊「日本は「七奪」などしていない――創氏改名は外地人からの要求だった」『歴史と教育』第141巻、自由主義史観研究会、2010年3月、16-19頁。
- 松木國俊「日本は「七奪」などしていない――生命も貞操も奪わなかった」『歴史と教育』第142巻、自由主義史観研究会、2010年4月、16-19頁。
- 松木國俊「朝鮮は日本の植民地ではなかった」『歴史と教育』第144巻、自由主義史観研究会、2010年6月、8-14頁。
- 松木國俊「韓国人に教えたい6つの間違い」『歴史と教育』第145巻、自由主義史観研究会、2010年7月、12-15頁。
- 松木國俊「歴史を鑑として「大量移民と日本文明の終焉」」『防衛協会会報』第105号、全国防衛協会連合会、2011年10月、2頁。
- 松木国俊「『ほんとうは、「日韓併合」が韓国を救った！』著者が語る韓国の真実――七奪はすべて捏造」『歴史通』第15号、ワック、2011年11月、65-79頁。
- 藤岡信勝、秦郁彦、松木國俊「竹島・慰安婦問題の真実 : つくる会結成十五周年記念大シンポジウム」『WiLL』第88号、ワック、2012年4月、244-253頁。
- 三橋貴明、松木國俊「サムスンに学べ!?冗談じゃない 日本のセキ払いで吹っ飛ぶ韓国経済」『歴史通』第21号、ワック、2012年11月、82-93頁。
- 松木國俊「「慰安婦問題」は外交戦争だ　安倍首相には「日本の尊厳と名誉を取り戻す」ために命がけで戦って欲しい」『祖国と青年』第414号、日本協議会、2013年3月、45-51頁。
- 松木國俊「「慰安婦問題」は韓国との外交戦争だ」『WiLL』第103号、ワック、2013年7月、58-69頁。
- 松木國俊、室谷克実「緊急対談 恥知らぬ国韓国とは国交断絶」『WiLL』第104号、ワック、2013年8月、90-101頁。
- 松木國俊「ほんとうは「日韓併合」が韓国を救った！──「七奪」はすべて捏造」『歴史通』2014年5月号増刊、ワック、2014年5月、56-70頁。
- 松木國俊「ダイヤモンドを買った慰安婦」『歴史通』第31号、ワック、2014年7月、192-207頁。
- 松木国俊「朝日新聞がこよなく愛した「従軍慰安婦」」『WiLL』第117号、ワック、2014年9月、46-61頁。
- 松木國俊「朝日は全国民の前に土下座せよ」『WiLL』第118号、ワック、2014年10月、74-77頁。
- 松木國俊「噓と詭弁の韓国式交渉術」『WiLL』第135号、ワック、2016年3月、53-57頁。
- 松木國俊「若者の叫びを聞け! 就職落ちた、韓国死ね! (総力特集 韓国 大動乱)」『Will』第146号、ワック、2017年2月、92-99頁。
- 松木國俊「墓穴を掘って、なお懲りないコリアン根性」『Will』第147号、ワック、2017年3月、207-213頁。
- 松木國俊「財閥解体で韓国経済は沈没 (韓国新大統領)」『Will』第151号、ワック、2017年7月、234-237頁。
- 外川淳、松木國俊「もし西郷どんが"渡韓"していたら」『Will』第159号、ワック、2018年3月、162-173頁。
- 呉善花、松木國俊「朝鮮半島赤化という悪夢」『Will』第161号、ワック、2018年5月、95-105頁。
- 松木國俊、但馬オサム「半島が一番輝いたのは日本統治時代」『Will』第169号、ワック、2019年1月、164-177頁。
- 松木國俊「戦後最大の国難「徴用工問題」に挙国一致で反撃せよ」『日本の息吹』第376巻、日本会議、2019年3月、8-11頁。
- 松木國俊「韓国が敵国になる日がみえてきた」『Will』第172号、ワック、2019年4月、82-87頁。
- 室谷克実、松木國俊「文在「寅(トラ)退治」もできない 韓国保守派は腰抜けか」『Will』第176号、ワック、2019年8月、166-175頁。
- 松木國俊「国連で暴(あば)いた韓国のウソとデマ」『Will』第177号、ワック、2019年9月、94-100頁。
- 室谷克実、松木國俊「聞いて呆れるウソ八百・三百代言」『Will』第178号、ワック、2019年10月、238-261頁。
- 松木國俊「韓国の良識・李宇衍インタビュー」『Will』第178号、ワック、2019年10月、262-268頁。
- 松木國俊、藤木俊一「国際会議(WTO)で韓国がみせた醜状のすべて」『Will』第179号、ワック、2019年11月、230-243頁。
- 勝又壽良、松木國俊「東京五輪 イヤなら来るナ！」『Will』第183号、ワック、2020年3月、242-251頁。
- 松木國俊「反日団体VANKは政権の操り人形」『Will』第185号、ワック、2020年5月、244-254頁。
- 松木國俊「文在寅は韓国のヒトラーになる」『Will』第186号、ワック、2020年6月、280-283頁。